# Ben Zyskowicz
Ben Berl Zyskowicz, polskt uttal [zɨskoviʧ], född den 24 maj 1954 i Helsingfors, är en finländsk politiker och riksdagsledamot.

## Politisk karriär
Ben Zyskowicz var ordförande för Samlingspartiets riksdagsgrupp från 1993 till 2006 och han har varit riksdagsledamot för Samlingspartiet sedan 1979. Han var riksdagens talman från april till juni 2011.

## Privatliv
Mellan 1981 och 1989 hade Zyskowicz en egen advokatbyrå. Zyskowicz har svenskspråkig bakgrund. Han är också jude. Zyskowicz far, den polska juden Abram, överlevde förintelsen och flyttade till Stockholm. Där träffade han sin blivande fru, Ester Fridman, som var finlandsjude. Paret flyttade tillbaka till Finland innan Ben Zyskowicz föddes.
Sedan 1982 har han varit gift med Rahime Husnetdin-Zyskowicz som är finländsk tatariska. Tillsammans har de två döttrar, Daniela (1983) och Dinah (1985). Ben Zyskowicz fru är muslim och en av deras döttrar har studerat luthersk teologi.

## Utmärkelser
- Kommendörstecknet av Finlands Lejons orden,  6 december 2001[7]
- Krigsinvalidernas förtjänstkors,  19 april 2013[8]
- Terra Mariana-korsets orden, tredje graden,  9 maj 2014[9]
- Kommendörstecknet av Finlands Vita Ros’ orden,  6 december 2019[7]

[Redigera Wikidata]